# Power Forward (Eishockey)
Der Power Forward ist eine Positionsbezeichnung – meist für Flügelstürmer – im Eishockey. Das Spiel des Power Forwards ist in der Regel sehr körperbetont, weswegen die Bezeichnung zumeist nur für Spieler gebraucht wird, die entsprechende typische physische Voraussetzungen haben, wie zum Beispiel die Körpergröße oder das Gewicht. 
Die Bezeichnung Power Forward rührt von der Spielweise der meisten Spieler dieser Art; auf Grund ihrer körperlichen Überlegenheit sind sie nur schwer vom Puck zu trennen, somit „powern“ sie sich durch die gegnerischen Verteidigungslinien und generieren so Torchancen, die sie nicht selten selbst vollenden. Power Forwards positionieren sich im Angriffsspiel auch oft vor dem gegnerischen Torwart, um ihm die Sicht zu nehmen.
Der Power Forward hat gegenüber kleineren, schwächer gebauten Spielern den Vorteil, dass er auf dem Eis kaum bedrängt und aus der Position gebracht werden kann, schwer vom Puck zu trennen sowie kaum einzuschüchtern ist. Dafür sind sie meist weniger beweglich und langsamer als andere Spielertypen.

## Bekannte Power Forwards der National Hockey League
- Clark Gillies
- Gordie Howe
- Dale Hunter
- Jarome Iginla
- Eric Lindros
- Milan Lucic
- Brenden Morrow
- Cam Neely
- Owen Nolan
- Gary Roberts
- Kevin Stevens
- Keith Tkachuk